# Lycoming T53
Il Lycoming T53 è un motore aeronautico turboalbero/turboelica prodotto originariamente dall'azienda statunitense Lycoming Engines dagli anni cinquanta.
Utilizzato per motorizzare elicotteri nella sua versione turboalbero e velivoli leggeri e sperimentali in quella turboelica, venne disegnato dall'ufficio di progettazione diretto dal tedesco Anselm Franz, già capoprogettista del turbogetto Junkers Jumo 004 durante la seconda guerra mondiale.
Dal T53 verrà sviluppato il più potente Lycoming T55, sostanzialmente una versione dalla maggiori dimensioni. Dal momento dell'acquisizione della Lycoming da parte della Honeywell Aerospace, sono stati prodotti entrambi con quest'ultimo marchio.

## Versioni

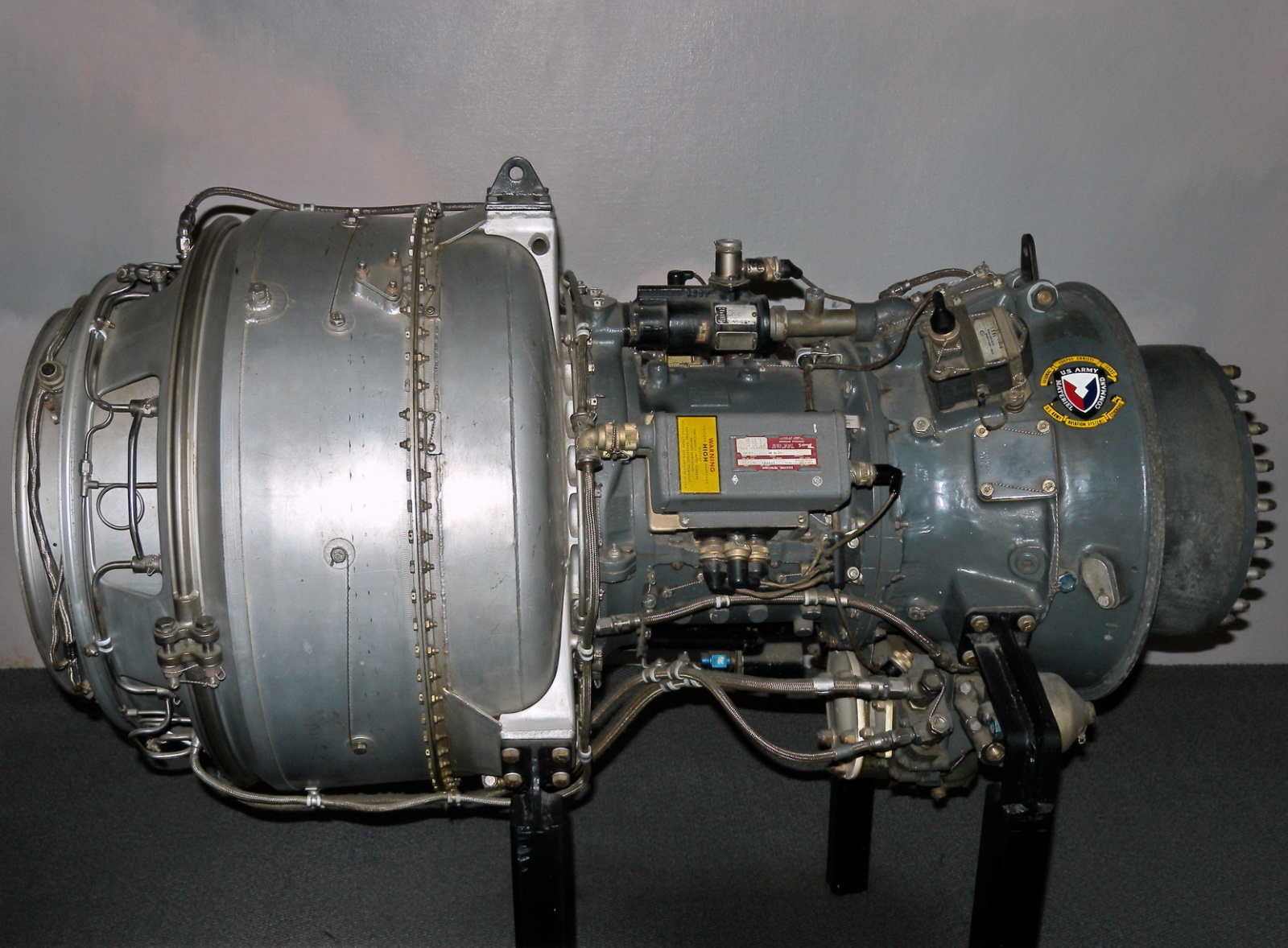
Lycoming T53-L-13

- XT-53-L-1: 700 shp (515 kW)
- T53-L-1B: 860 shp (645 kW)
- T53-L-5: 960 CV (707 kW)
- T53-L-9 e L-11: 1.100 CV (810 kW)
- T53-L-11: 825 shp (615 kW)
- T53-L-13: 1 400 shp (1 044 kW)
- T53-L-138: 1 250 shp (932 kW)[1]
- T53-L-701: 1 500 shp (1 119 kW)[1]

## Utilizzatori

### Velivoli
Canada
- Canadair CL-84

 Taiwan
- AIDC T-CH-1
- AIDC XC-2

 Stati Uniti
- Doak VZ-4
- Grumman OV-1 Mohawk
- Ryan VZ-3 Vertiplane

 Svizzera
- F+W C-3605

### Elicotteri
Stati Uniti
- Bell AH-1 Cobra
- Bell 204
- Bell 205
- Bell 214
- Bell UH-1 Iroquois
- Bell XV-15
- Kaman HH-43 Huskie
- Kaman K-MAX